# Отранто (кораб, 1909)
Отранто (на английски: SS Otranto) е британски пътнически лайнер. През Първата световна война е реквизиран от Адмиралтейството и е преоборудван на спомагателен крайцер, на него са поставени 6 оръдия калибър 120 мм. Участва в неуспешното за КВМФ на Великобритания сражение при Коронел, обаче успява да избяга заедно с лекия крайцер „HMS Glasgow“.
Потъва заедно с американски войници на борда в резултат на стълкновение с парахода „Кашмир“ на 6.10.1918 г. при бреговете на Шотландия. Загиват 350 американски войници и офицера и 80 члена на екипажа на „Отранто“.